# Sanofi
Sanofi és una multinacional dedicada a la fabricació i a la comercialització de productes farmacèutics amb seu a Gentilly, França. Sanofi es dedica a la recerca, el desenvolupament, la fabricació i la comercialització de productes farmacèutics per a la seva venda principalment en el mercat de prescripció, i també a desenvolupar nous medicaments. Sanofi-Aventis abraça les 7 principals àrees terapèutiques: sistema cardiovascular, trombosi, oncologia, diabetis, sistema nerviós central, medicina interna i vacunes (amb la seva filial Sanofi Pasteur). Sanofi-Aventis és membre de ple dret de la Federació Europea d'Indústries Farmacèutiques i Associacions (EFPIA).

## Història
Sanofi Aventis es va crear el 2004, quan Sanofi-Synthelabo adquirí Aventis. A principis de 2004, Sanofi-Synthélabo va fer una OPA hostil per valor de 47.800 milions € per Aventis.

## Seus de Sanofi
Sanofi té seus als cinc continents, incloent-hi Oceania (Austràlia i Nova Zelanda). A l'Àsia té seu a Jordània, Israel, Síria, el Líban, l'Aràbia Saudita, Bahrain, Qatar, els Emirats Àrabs, Oman, Iemen, l'Azerbaidjan, l'Iran, Kuwait, Uzbekistan, el Pakistan, l'Índia, Bangladesh, Tailàndia, el Vietnam, Hong Kong, la Xina, Taiwan, Corea del Sud, Malàisia, Singapur, les Filipines i Japó; a l'Àfrica al Marroc, Algèria, Tunísia, Egipte, al Senegal, Costa d'Ivori, Camerun, Kenya i Sud Àfrica.
A Europa, Amèrica i el Carib pràcticament té seu a tots els estats europeus. A Catalunya té seu a Barcelona i a Riells i Viabrea.